# Valentino Gallo
Pour les articles homonymes, voir Gallo (homonymie).
Valentino Gallo (né le 17 juillet 1985 à Syracuse) est un joueur de water-polo italien.
C'est un attaquant du Circolo Nautico Posillipo. Il est vice-champion olympique en 2012, champion du monde en 2011 et vice-champion européen en 2010.